# Врейсен, Мартин
Мартин Врейсен (нидерл. Martien Vreijsen; род. 15 ноября 1955, Бреда, Северный Брабант) — нидерландский футболист, нападающий. Прежде всего известный по выступлениям за клубы «НАК Бреда» и «Твенте», а также за национальную сборную Нидерландов.

## Клубная карьера
Во взрослом футболе дебютировал в 1972 году выступлениями за команду клуба «НАК Бреда», в которой провёл три сезона, принял участие в 75 матчах чемпионата и забил 14 голов. Большую часть времени, проведённого в составе «НАК Бреда», был основным игроком атакующего звена команды.
Своей игрой за эту команду привлёк внимание представителей тренерского штаба клуба «Фейеноорд», к составу которого присоединился в 1975 году. Сыграл за команду из Роттердама следующие два сезона своей игровой карьеры. Играя в составе «Фейенорда» также выходил на поле в основном составе команды. В составе «Фейенорда» был одним из главных бомбардиров команды, имея среднюю результативность на уровне 0,36 гола за игру первенства.
В 1977 году вернулся в клуб «НАК Бреда». На этот раз провёл в составе его команды четыре сезона. Опять был среди основных форвардов команды.
В 1981 году перешёл в клуб «Твенте», за который отыграл 5 сезонов. Тренерским штабом нового клуба также рассматривался как игрок «основы». Завершил профессиональную карьеру футболиста выступлениями за команду «Твенте» в 1986 году.

## Выступления за сборную
В 1980 году дебютировал в официальных матчах в составе национальной сборной Нидерландов. Дебютная игра оказалась единственной для Врейсена в форме главной команды Нидерландов.
В составе сборной был участником чемпионата Европы 1980 года в Италии.

### Матчи Врейсена за сборную Нидерландов
| Матчи Врейсена за сборную Нидерландов | Матчи Врейсена за сборную Нидерландов | Матчи Врейсена за сборную Нидерландов | Матчи Врейсена за сборную Нидерландов | Матчи Врейсена за сборную Нидерландов | Матчи Врейсена за сборную Нидерландов |
| ------------------------------------- | ------------------------------------- | ------------------------------------- | ------------------------------------- | ------------------------------------- | ------------------------------------- |
| №                                     | Дата                                  | Соперник                              | Счёт                                  | Голы Врейсена                         | Соревнование                          |
| 1                                     | 11 июня 1980                          | Греция                                | 1:0                                   | —                                     | Чемпионат Европы 1980                 |

Итого: 1 матч / 0 голов; 1 победа, 0 ничьих, 0 поражений.